# Włodzimierz Danek
Włodzimierz Danek (ur. 3 lipca 1943 w Bochni, zm. 30 grudnia 2022) – strzelec sportowy, trener, olimpijczyk z Meksyku 1968.
Wychowanek i wieloletni zawodnik Śląska Wrocław.
Myśliwy, członek Wojskowego Koła Łowieckiego "Trop" nr 401.
Był specjalistą w strzelaniu do rzutków skeet. W roku 1968 zdobył tytuł mistrza Polski. W tym samym roku podczas igrzysk olimpijskich zajął 23. miejsce w konkurencji strzelaniu do rzutków skeet 200 strzałów.
Po zakończeniu kariery zawodniczej był trenerem. Został pochowany na cmentarzu Grabiszyńskim na Cmentarzu Grabiszyńskim we Wrocławiu.